# Hogganvikstenen

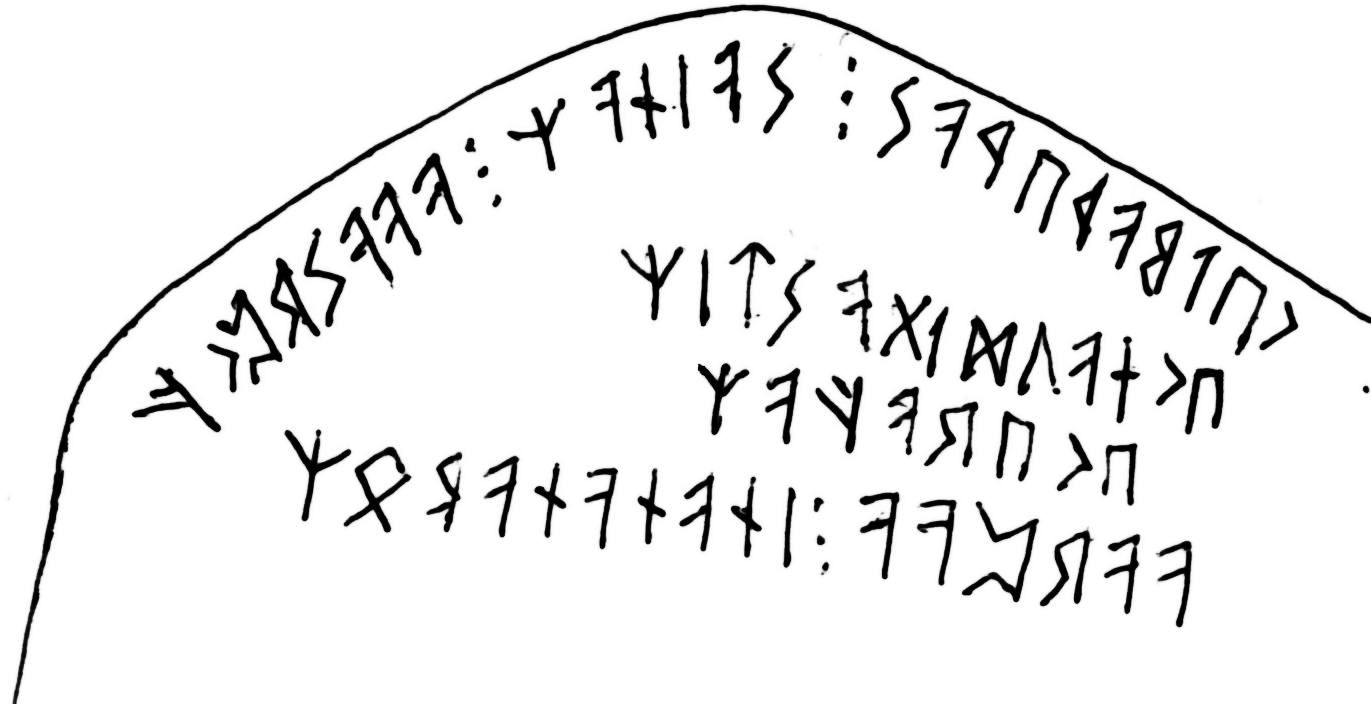
Hogganvikstenens runristning renritad.

Hogganvikstenen är en runsten från folkvandringstiden (preliminärt daterad 2009 till ca 350–500 e.Kr.), funnen i Hogganvik i dåvarande Mandals kommun i Vest-Agder fylke (nuvarande Lindesnes kommun i Agder fylke) i södra Norge den 26 september 2009. 
Stenen mäter 152 × 145 × 20–25 cm, väger runt 800 kg och är av gnejs. Ristningen består av fyra linjer med runor ur den urnordiska futharken. Runorna läses från höger till vänster. Med sina 62 runor är inristningen den andra eller tredje längsta runristningen med urnordiska runor som upptäckts.
Inristningen lyder enligt professor James E. Knirk:
§A [?]kelbaþewas:s(t)^ainaR:aaasrpkf
§B aarpaa:inanana(l/b/w)oR
§C eknaudigastiR
§D ekerafaR
En preliminär (2009) översättning av professor Knirk lyder:
Skelba-þewaʀ’s ["Skaknings-tjänares"] sten [=(grav) monument].
[Möjligen runmagisk del:] aaasrpkf | aarpaa
Inifrån(?) hjulnavet(?) [eller: nål(?)].
Jag [=runristaren] [heter] Naudigastiʀ [="Nöd-gäst"];
Jag, [kallas för] Järven.

## Inskriften
Translitterering av runraden:
kelbaþewas : s͡(t)ainaz : aaasrpkf 
 aarpaa : inana na(b)oz 
 ek naudigastiz 
 ek erafaz
Normalisering till fornvästnordiska:
Kelbaþewas stainaz aaasrpkf aarpaa inana naboz. Ek Naudigastiz, ek Erfaz.
Översättning till nusvenska:
Kelbapewaʀ's (minnes)sten — aaasrpkf︱aarpaa — inifrån hjulnavet/hushörnet/???. Jag Naudigastiʀ, Jag Erfaʀ.
De sammansatta personnamnen kan beskriva ägarna som Kalv-tjänare, Nöd-gäst, Järv. Kalv-tjänare kan vara ung-(militär)tjänare, d.v.s. Kalv(=ung)-thegn.

## Gravminne

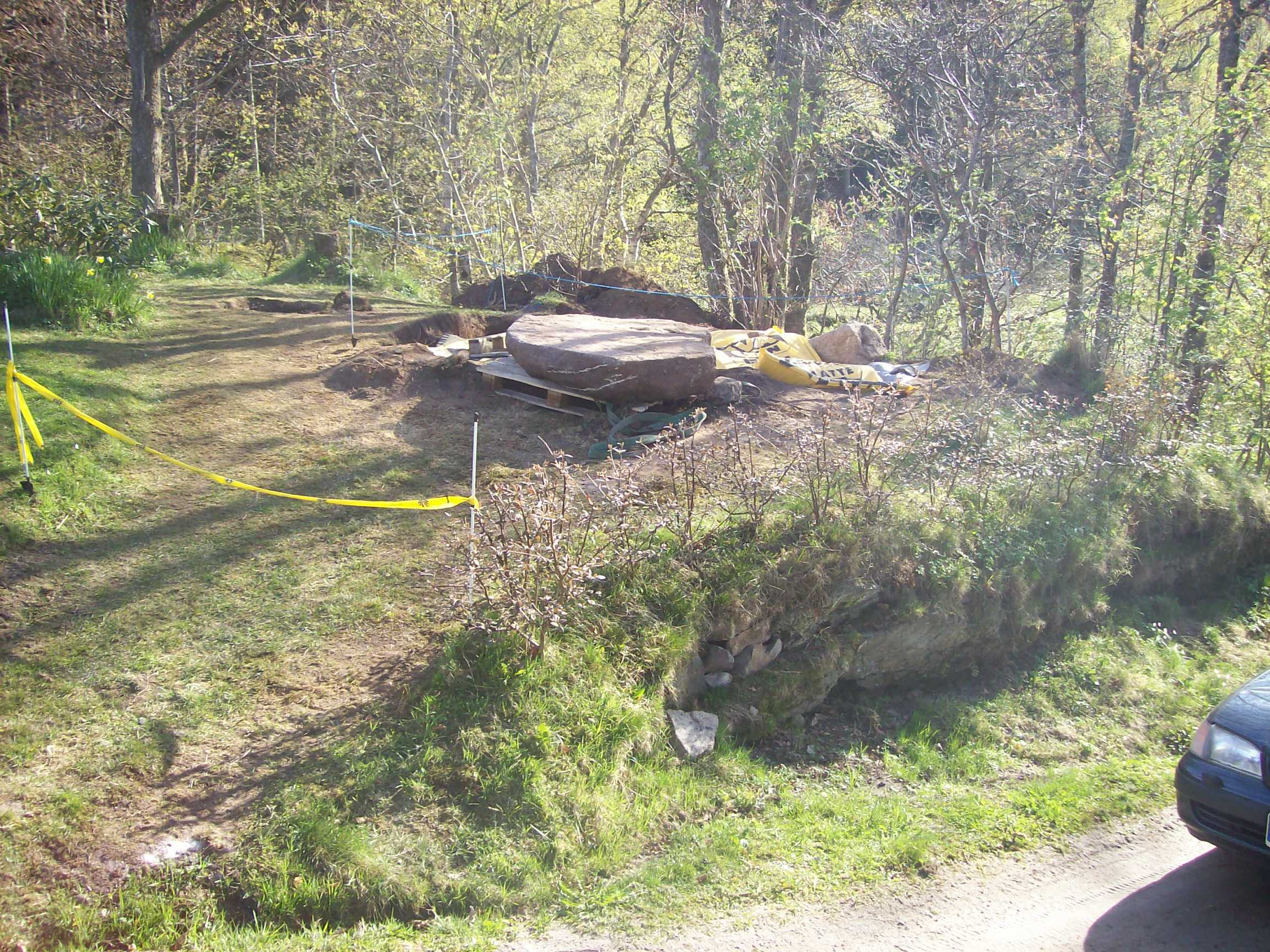
Bild från utgrävningsplatsen (maj 2010)

Efter utgrävningar i maj 2010 fann arkeologerna att stenen en gång varit upprest och att den även markerat en grav. Stora stenar som stått i en fyrkant grävdes ut och runstenen har stått mitt i denna fyrkant, och hade inte flyttats innan man fann stenen. Under tidig folkvandringstid hade det lagts ner ett stort arbete med att skapa en underlig platå i anslutning till runstenen.
Den svagt sluttande terrängen hade tillföts en betydande mängd sand och sten, och en mur avgränsade en areal på 70–100 kvadratmeter. Ovanför den artificiella platån kunde arkeologerna hitta spåren efter en eller två terrasser. Uppe på dessa terrasser antar arkeologerna att en gravhög funnits.
Någon grav kunde dock inte upptäckas; platsen där gravhögen förväntades ha legat verkar ha ödelagts på 1930-talet i samband med byggandet av bostäder. Gravstenen (runstenen) och gravplatsen är unika i ett nordiskt arkeologiskt sammanhang.